# Мелленбах-Гласбах
Мелленбах-Гласбах (нім. Mellenbach-Glasbach) — громада в Німеччині, розташована в землі Тюрингія. Входить до складу району Заальфельд-Рудольштадт. Складова частина об'єднання громад Міттлерес-Шварцаталь.
Площа — 8,71 км2. Населення становить 928 осіб (станом на 31 грудня 2018).

## Галерея

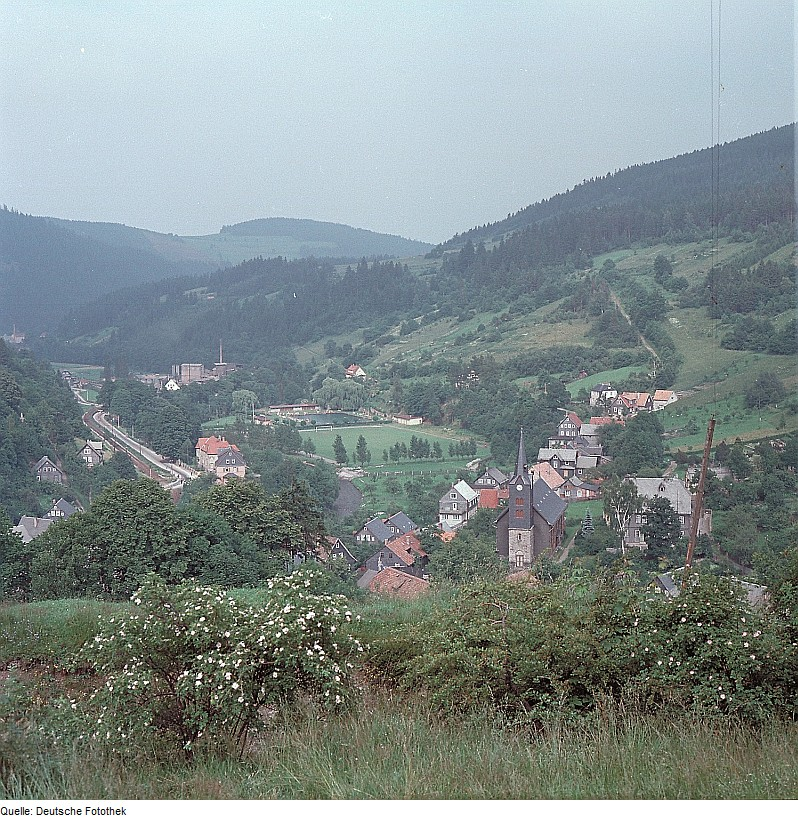
Село Мелленбах
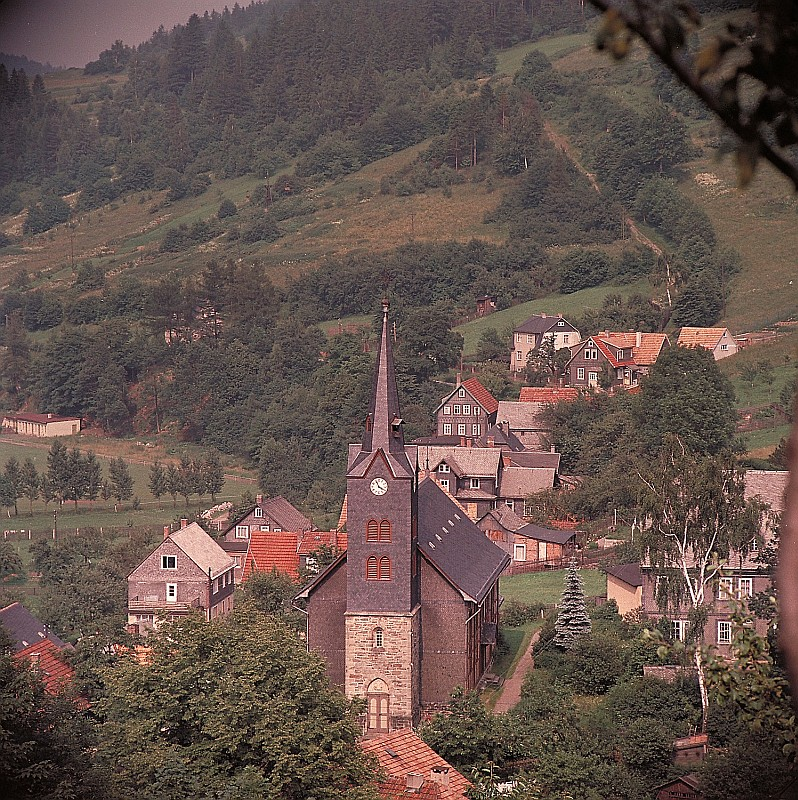
Церква Св. Катерини
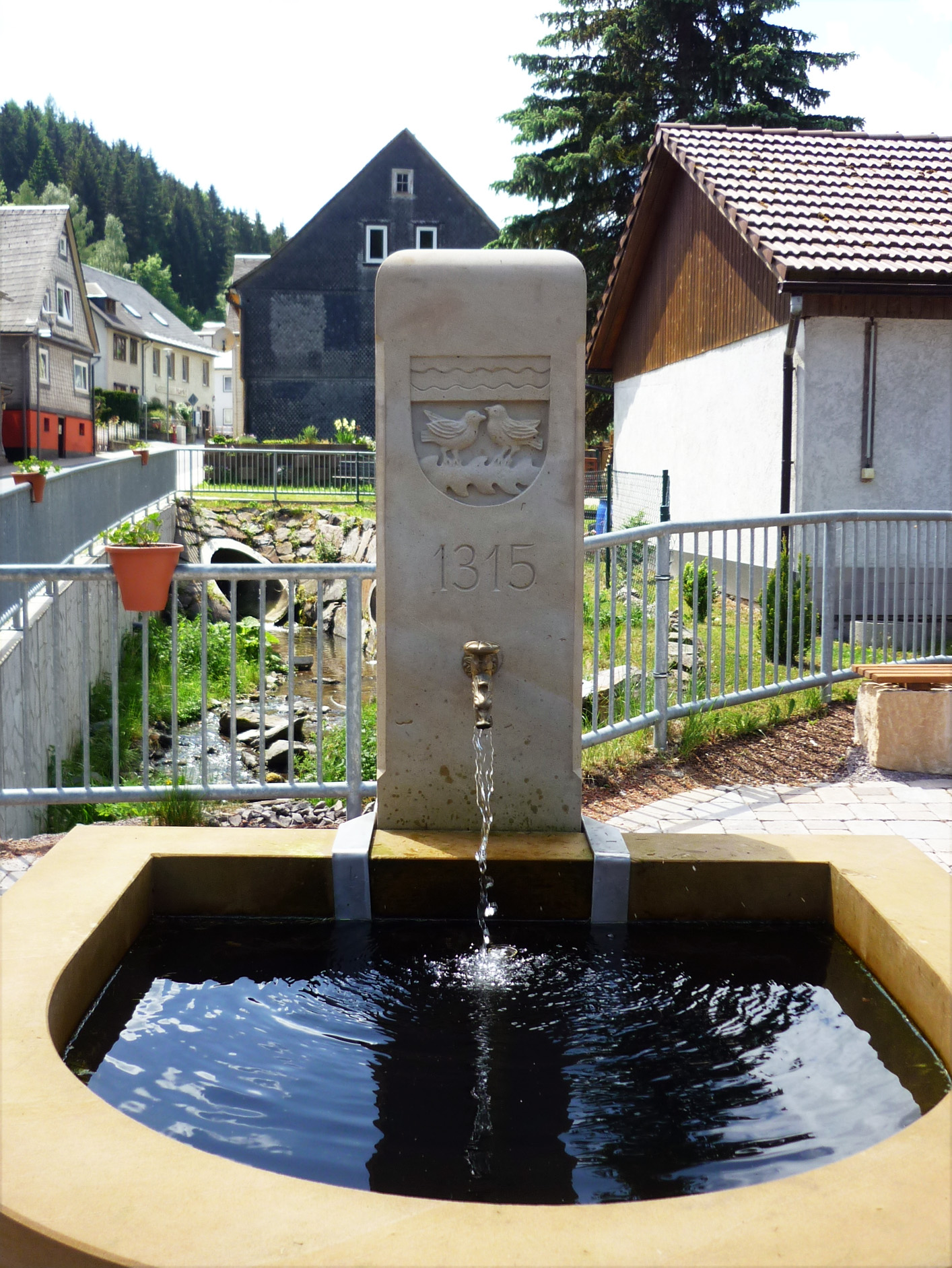
Фонтан побудований до 700-річчя села